# Venerdì (Ariete)
Venerdì è un singolo della cantante italiana Ariete pubblicato il 15 ottobre 2020 come primo estratto dall'EP 18 anni.

## Tracce
Testi e musiche di Arianna Del Giaccio.
1. Venerdì – 3:10